# Google-humor
A Google-nél már hagyománnyá vált az áprilisi tréfák gyártása.

## Áprilisi tréfák

### 2000: Google MentalPlex
A Google kifejlesztett egy forradalmi technológiát, amely a gondolatolvasást használja fel az interneten való kereséshez.
- Google MentalPlex Archiválva 2014. december 9-i dátummal a Wayback Machine-ben
- Google MentalPlex FAQ
- Google MentalPlex Felhasználói útmutató

### 2002: PigeonRank
A Google felfedte PageRank rendszerének alapját: a PigeonRank-et. A Google ezen az oldalán megnyugtatja az olvasókat, hogy a honlapokat értékelő rendszerükben nem követnek el állatok ellen kegyetlenséget. Ebben a humoros cikkben a PageRank valós működését is megismerhetjük:
- Pigeon Rank

### 2004: Google Lunar/Copernicus Center
Álláshirdetés egy, a Holdon épülő bázison. A bázison a Luna/X operációs rendszert (ez lényegében egy hivatkozás a Linux nevére, a Windows XP alapértelmezett témájára és az Apple új operációs rendszereire).
- Google Copernicus Center

### 2005: Google Gulp
A Google Gulp egy kitalált üdítőital, amely terveit a Google hozta nyilvánosságra 2005-ben. Ez az ital segít az embereknek a kereső használatában az intelligenciájuk növelésével. A hivatalos oldalon a feliratok szerint a termék "négy nagyszerű ízben" lesz kapható (angol nevek) :"Glutamate Grape", "Sugar-free Radical", "Beta-carroty" és "Sero-Tonic Water".
- Google Gulp
- Google Gulp FAQ

### 2006: Google Romance
2006-ban a Google főoldalán jelent meg a következő szöveg: "Dating is a search problem. Solve it with Google Romance." (A randizás egy keresési probléma. Oldd meg Google Romance-szel!) Ez volt az első hivatkozás a Google "lelkitárs keresőjére". A Google Romance az online társkeresés parodizálása.
A "társkereső rendszer" egyetlen menüpontja sem működik, innen gondolhatjuk, hogy az egész csak áprilisi tréfa.

### 2007: GMail Paper és TiSP

#### GMail Paper
2007. április 1-jén a Google megváltoztatta a GMail bejelentkező képernyőjét, hogy bemutasson egy új szolgáltatást, melynek GMail Paper a neve. A leírás szerint a Google Paper gombra kattintva a felhasználó pár percen belül megkapja elektronikus leveleit papír formátumban. A szolgáltatás teljesen ingyenes, feltéve  ha a felhasználó elfogadja, hogy a levelek hátulján feltűnő (vörös színű) reklámok találhatóak. A levelek csúcsminőségű papírra nyomtatódnak, de a WAV és MP3 fájlokat természetesen nem nyomtatja ki.
- Gmail Paper Index
- Gmail Paper Announcement
- Gmail Paper Program Policies

#### Google TiSP
A Google TiSP (a Toilet Internet Service Provider, mellékhelyiségbeli internetelérés rövidítése) a Google egyik kitalált szolgáltatása. A szolgáltatás 8.5 Mbit/s sebesség internetelérést biztosít a szennyvíz-csőhálózaton keresztül. A hálózat működése a következő: a felhasználó bedobja a vécéjébe a Google-től vett optikai kábelt és lehúzza azt. Egy óra múlva a vezeték másik vége kapcsolódik a "Plumbing Hardware Dispatcher" (Fürdőszobai Hardver Elosztó) nevű eszközhöz. Ezután a felhasználó összeköti a Google eszközökkel felszerelt vezeték nélküli routerét a Windows XP-s vagy Vista-s ("Mac és Linux támogatás hamarosan!") laptopjához. Elérhető egy professzionális telepítés is, amikor a Google nanobotokat küld ki a vízvezeték-hálózaton keresztül. Ezek a nanobotok automatikusan feltelepítik a számítógépre a szoftvert és bekötik az internetet.
- Google TiSP
- Google TiSP FAQ
- Telepítési oldal
- Sajtó oldal
- Not found page - Április elseji változat

## Húsvéti tojások
- Ha a "the answer to life, the universe, and everything" (a válasz az életre, az univerzumra és mindenre) kifejezésre keresünk rá, akkor a Google a 42-t adja válaszul, ezzel hivatkozva Douglas Adams: Galaxis útikalauz című könyvére.
- A Google kezdőoldala rengeteg nyelven elérhető, köztük a "Bork bork bork", PigSertés Latin, ”Hacker”,  Elmer Fudd és Klingon nyelveken.
- A Maps szolgáltatásban Ázsia–Amerika útvonalon kajakkal küldi a felhasználót Hawaiira, majd onnan tovább a Csendes-óceánon.[1]
- Szintén Google Maps-es húsvéti tojás a kínai partoktól Japán bármely városába beállított útvonaltervezés, amelyben azt javasolja, hogy jetskivel keljünk át a Csendes-óceánon.[2]
- A Google egy eredeti húsvéti tojásos játékot is  elérhetővé tett.